# Маркус Ванко
Маркус Ванко (англ. Marcus Vanco; нар. 23 березня 1990, Брисбен, Австралія) — австралійський актор і кінопродюсер. Відомий широкій аудиторії завдяки ролі Бандона у телевізійному серіалі «Хроніки Шаннари».

## Біографія
Ванко народився 23 березня 1990 року в Брисбені, штат Квінсленд. Він наймолодший з трьох дітей. Навчався у Квінслендському технологічному університеті, який закінчив у 2013 році зі ступенем бакалавра образотворчого мистецтва. Наступного року він дебютував як актор у ролі другого плану Ламберта у військовій драмі «Незламний».
У 2016—2017 роках Ванко іграв роль ельфа Бендона у 18 епізодах телевізійного серіалу «Хроніки Шаннари». У 2017 році знявся у ролі Баки у фільмі жахів «День мерців: Родовід».
У 2021 році знявся у ролі Вулкана у телесеріалі «Ми будемо завтра». Маркус Ванок також став продюсером цього серіалу.

## Фільмографія
| Рік       |   | Українська назва     | Оригінальна назва          | Роль              |
| --------- | - | -------------------- | -------------------------- | ----------------- |
| 2014      | ф | Нескорений           | Unbroken                   | Ламберт           |
| 2016—2017 | с | Хроніки Шаннари      | The Shannara Chronicles    | Бендон (18 серій) |
| 2017      | ф | День мерців: Родовід | Day of the Dead: Bloodline | Бака Салазар      |
| 2021      | с | Ми будемо завтра     | We Were Tomorrow           | Вулкан            |